# Diplodia pruni
Diplodia pruni är en svampart som beskrevs av Fuckel 1870. Diplodia pruni ingår i släktet Diplodia och familjen Botryosphaeriaceae.   Inga underarter finns listade i Catalogue of Life.